# ريتشي مارتن
ريتشي مارتن (بالإنجليزية: Ricci Martin)‏ هو موسيقي أمريكي، ولد في 20 سبتمبر 1953، وتوفي في 3 أغسطس 2016 في يوتا في الولايات المتحدة.

## وصلات خارجية
- ريتشي مارتن على موقع IMDb (الإنجليزية)
- ريتشي مارتن على موقع ميوزك برينز (الإنجليزية)
- ريتشي مارتن على موقع ديسكوغز (الإنجليزية)
- ريتشي مارتن على موقع قاعدة بيانات الفيلم (الإنجليزية)